# Пасифіл
Пасифіл — давньогрецький полководець, відомий своєю участю у війнах сиракузького тирана Агафокла з Карфагеном та сиракузькими ж вигнанцями.
Захоплення влади Агафоклом у 317 р. до н. е., котре супроводжувалось масовою різаниною його політичних противників, призвело до появи численних вигнанців, котрі знайшли прихисток у інших сицилійських містах. Одним з них була Мессена, проти якої тиран вів боротьбу протягом наступних кількох років. Нарешті, у 311 р. до н. е. Агафокл відправив сюди військо на чолі з Пасифілом, котрий зміг під час несподіваного вторгнення до області мессенян захопити багатьох полонених. Обіцянка їх звільнення за умови висилки сиракузьких вигнанців стала вирішальною для схилення Мессени до прийняття умов Агафокла.
В ту ж кампанію 311 р. до н. е. військо вигнанців із 3 тисяч піхотинців та 2 тисяч вершників зайняло містечко Галерія (розташування наразі невідоме), куди його запросили мешканці. Агафокл спрямував проти них п'ятитисячний загін під командуванням Пасифіла та Демофіла. В наступній сутичці певний час сторони затято бились, проте після загибелі одного з командувачів армія вигнанців почала відступати. Як зазначає Діодор, Пасифіл під час переслідування перебив багатьох ворогів, а потім вчинив репрессії щодо винних у заколоті мешканців Галерії.
У 306 р. до н. е., після катастрофічного завершення африканської експедиції Агафокла, Пасифіл вирішив зрадити тирана та перейшов на сторону командуючого сиракузькими вигнанцями Дейнократа. Проте наступного року останній зазнав нищівної поразки у битві при Торгіумі, після чого відбулось примирення сиракузького володаря із вигнанцями. Пасифіл, котрий переховувався у Гелі, був вбитий за наказом Дейнократа.